# All Flesh is Grass (roman)
All Flesh is Grass este un roman science-fiction al autorului american Clifford D. Simak, publicat în 1965. Cartea urmărește un oraș mic din Wisconsin care este închis de lumea exterioară printr-o barieră misterioasă, amplasată de ființe extraterestre.

## Rezumat
Povestea are loc în orașul Millville⁠(d), Wisconsin, în Vestul mijlociu al Statelor Unite ale Americii. Simak s-a născut în Millville, care a devenit decorul mai multor scrieri ale sale.
Cartea începe cu orașul care este închis brusc de o barieră misterioasă. Bariera a fost pusă de o inteligență extraterestră care dorește să impună armonie și cooperare tuturor speciilor din univers, dar locuitorii orașului reacționează cu frică. Extratereștrii iau forma unui petic de flori violete.
Cartea urmărește experiențele lui Brad Carter, un bărbat a cărui afacere este pe cale să intre în faliment. Brad are de-a face cu reprezentantul local al legii, care devine un bătăuș, și, de asemenea, cu prezența în oraș a iubitei sale din copilărie. În cele din urmă, Brad întâlnește ființele extraterestre și acceptă să vorbească în numele lor pe Pământ.

## Publicare
All Flesh is Grass a fost publicat pentru prima dată de Doubleday în 1965. De atunci, a fost publicat în cel puțin 21 de ediții.

## Premii și recepție
Romanul a fost nominalizat la Premiul Nebula pentru cel mai bun roman în 1966. O recenzie a cărții din Science Fiction and Fantasy Book Review a afirmat că „Punctul forte al lui Simak este dat de crearea unor non-oameni simpatici care încearcă cu răbdare să comunice cu omenirea neîncrezătoare”. Recenzorul a mai afirmat că opera lui Simak a reflectat cu acuratețe preocupările anilor 1960.
Recenzorii cărții lui Stephen King Sub Dom au subliniat utilizarea anterioară a intrigii unei bariere misterioase în All Flesh is Grass.